# Heeresgruppe D
Heeresgruppe D war die Bezeichnung für ein Heeresgruppenkommando des Heeres der Wehrmacht während des Zweiten Weltkrieges. Es war Oberkommando jeweils wechselnder Armeen sowie zahlreicher Spezialtruppen.

## Werdegang
Die Heeresgruppe D wurde am 26. Oktober 1940 im besetzten Frankreich aus Teilen des Oberkommandos der Heeresgruppe C aufgestellt. Am 15. April 1941 wurde sie zusätzlich Oberbefehlshaber West und am 10. September 1944 nur noch Oberbefehlshaber West genannt. Ab 22. April 1945 war der Stab als „Oberbefehlshaber Süd“ für den gesamten südlichen Teil des verbleibenden „Kampfraums“ (großteils auf Reichsgebiet) zuständig.

## Oberbefehlshaber
- 25. Oktober 1940 Generalfeldmarschall Erwin von Witzleben
- 15. März 1942 Generalfeldmarschall Gerd von Rundstedt
- 2. Juli 1944 Generalfeldmarschall Günther von Kluge
- 15. August 1944 Generalfeldmarschall Walter Model
- 5. September Generalfeldmarschall Gerd von Rundstedt
- 11. März 1945 Generalfeldmarschall Albert Kesselring

## Gliederung der Heeresgruppe
Heeresgruppen-Truppen
- Heeresgruppen-Nachrichten-Abteilung 603

| Datum          | Unterstellte Großverbände                                                                         |
| -------------- | ------------------------------------------------------------------------------------------------- |
| November 1940  | 1. Armee, 6. Armee, 7. Armee                                                                      |
| Mai 1941       | 1. Armee, 7. Armee, 15. Armee, Kommandeur der dt. Truppen in den Niederlanden                     |
| Juni 1942      | 1. Armee, 7. Armee, Armeegruppe Felber, 15. Armee, Kommandeur der dt. Truppen in den Niederlanden |
| Juni 1943      | 1. Armee, 7. Armee, Armeegruppe Felber, 15. Armee, Wehrmachtbefehlshaber Niederlande              |
| September 1943 | 1. Armee, 7. Armee, 19. Armee, 15. Armee, Wehrmachtbefehlshaber Niederlande                       |
| Mai 1944       | Armeegruppe G, Heeresgruppe B, Panzergruppe West, 1. Fallschirm-Armee                             |
| August 1944    | Armeegruppe G, Heeresgruppe B                                                                     |
| Oktober 1944   | Heeresgruppe G, Heeresgruppe B, XXV. Armee-Korps                                                  |
| Dezember 1944  | Heeresgruppe G, Heeresgruppe B, Heeresgruppe H, 6. Panzerarmee                                    |
| April 1945     | 19. Armee, Heeresgruppe G, 11. Armee, 24. Armee                                                   |